# Stade Toulousain
Stade Toulousain ist ein polysportiver Verein aus der französischen Stadt Toulouse, wobei die Abteilung Rugby Union alle anderen Sportarten an Bedeutung bei weitem überragt. Der Verein wurde bisher 24 Mal französischer Rugby-Meister und gewann sechsmal den europäischen Pokalwettbewerb Heineken Cup, womit er der erfolgreichste des Landes wie des Kontinents ist. Die Heimspiele werden im Stade Ernest-Wallon ausgetragen. Für Meisterschafts-Play-offs und Spiele im Heineken Cup weicht Stade Toulousain auf das doppelt so große Stadium Municipal aus.
Weitere Abteilungen des Vereins sind Baseball, Schwimmen, Wasserball und Tennis. Die Fußball-Abteilung konnte zu Beginn des 20. Jahrhunderts einige Erfolge erzielen, existiert heute aber nicht mehr.

## Geschichte
Gegründet wurde der Verein im Jahr 1890 als Stade Olympien des Étudiants Toulousains, er betrachtete sich also als Studentensportverein. Die Fußballmannschaft gewann zwischen 1905 und 1914 zehn Mal hintereinander die Meisterschaft der Region Midi (damals gab es noch keine landesweite Meisterschaft). Sie war 1904 auch die erste nichtspanische Mannschaft, die gegen den FC Barcelona spielte. Die Rugbymannschaft erreichte 1903 erstmals das Meisterschaftsfinale, verlor aber gegen Stade Français Paris. Nach einer Fusion im Jahr 1907 war der Verein während kurzer Zeit unter dem Namen Stade olympien et Véto-sport toulousain bekannt, trägt aber seit 1908 seinen heutigen Namen.
Die Rugbymannschaft gewann 1912 den ersten von 20 Meistertiteln. Die 1920er Jahre gelten als „goldene Ära“ des Vereins. Das Meisterschaftsfinale von 1921 ging zwar gegen die USA Perpignan verloren, doch Stade Toulousain gewann den Meistertitel in den Jahren 1922, 1923, 1924, 1926 und 1927. Nach dieser Phase der Dominanz waren die nächsten Jahrzehnte von Erfolglosigkeit geprägt. Zwar gewann Stade Toulousain 1934 den prestigeträchtigen Challenge Yves du Manoir, doch die Mannschaft erreichte erst 1947 wieder das Meisterschaftsfinale und schlug SU Agen. Wieder folgten zwei erfolglose Jahrzehnte; erst 1969 erreichte Stade Toulousain überraschend wieder das Finale, wurde aber von CA Bègles bezwungen.

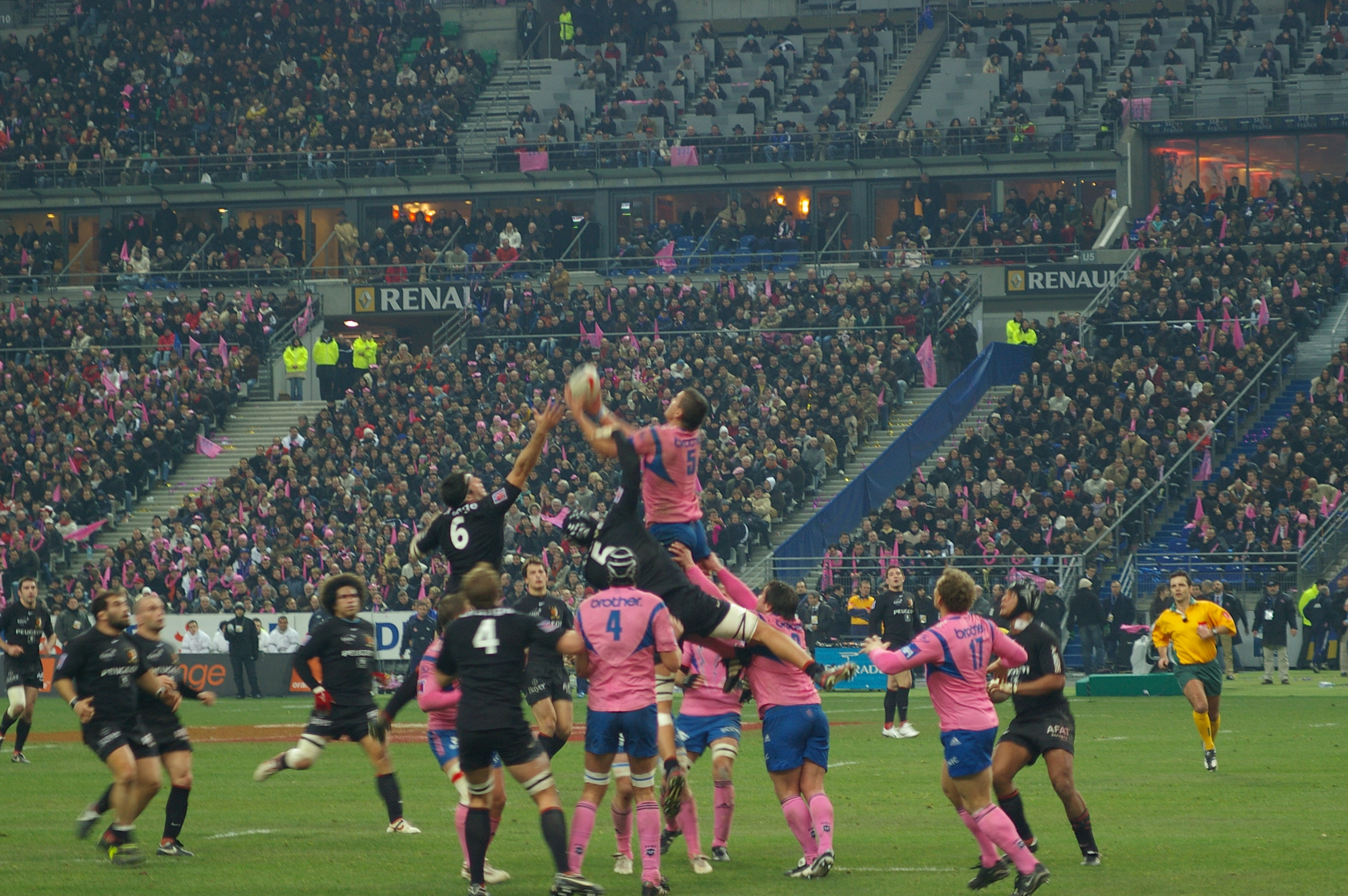
Spiel gegen Stade Français, 27. Januar 2007

Eine weitere Niederlage in einem Meisterschaftsfinale gab es 1980 gegen AS Béziers. In der zweiten Hälfte der 1980er Jahre konnte die lange Durststrecke beendet werden. Stade Toulousain wurde wieder zu einem der führenden Rugbyvereine des Landes und gewann 1985, 1986 und 1989 den Meistertitel. Diese Dominanz setzte sich in den 1990er Jahren fort mit dem Gewinn des Challenge Yves du Manoir 1993, 1995 und 1998 sowie den Meistertiteln 1994, 1995, 1996, 1997 und 1999. Im Jahr 1996 gewann Stade Toulousain den erstmals ausgetragenen Heineken Cup. Im neuen Jahrtausend gewann Stade Toulousain bisher fünfmal den Meistertitel (2001, 2008, 2011, 2012, 2019) und verlor zweimal das Meisterschaftsfinale (2005, 2006). Dazu kamen drei weitere Erfolge im Heineken Cup (2003, 2005, 2010).

## Erfolge

### Rugby Union
- Meister (24): 1912, 1922, 1923, 1924, 1926, 1927, 1947, 1985, 1986, 1989, 1994, 1995, 1996, 1997, 1999, 2001, 2008, 2011, 2012, 2019, 2021, 2023, 2024, 2025
- Meisterschaftsfinalist: 1903, 1909, 1921, 1969, 1980, 1991, 2003, 2006
- Sieger Heineken Cup (6): 1996, 2003, 2005, 2010, 2021, 2024
- Finalist Heineken Cup: 2004, 2008
- International Masters-Matra (Klub-Weltmeisterschaft) (2): 1986, 1990
- Sieger Coupe de l’Espérance (1): 1916
- Finalist Coupe de l’Espérance: 1917
- Sieger Challenge Yves du Manoir (5): 1934, 1988, 1993, 1995, 1998
- Finalist Challenge Yves du Manoir: 1971, 1984
- Sieger Coupe de France (3): 1946, 1947, 1984
- Finalist Coupe de France: 1949, 1985

### Fußball
- Regionalmeister Midi: 1905, 1906, 1907, 1908, 1909, 1910, 1911, 1912, 1913, 1914

## Finalspiele von Stade Toulousain

### Meisterschaft
| Datum          | Meister              | 2. Finalist               | Ergebnis    | Ort                                    | Zuschauer |
| -------------- | -------------------- | ------------------------- | ----------- | -------------------------------------- | --------- |
| 26. April 1903 | Stade Français Paris | SOE Toulouse              | 16:8        | Prairie des Filtres, Toulouse          | 5.000     |
| 4. April 1909  | Stade Bordelais      | Stade Toulousain          | 17:0        | Stade des Ponts Jumeaux, Toulouse      | 15.000    |
| 31. März 1912  | Stade Toulousain     | Racing Club de France     | 8:6         | Stade des Ponts Jumeaux, Toulouse      | 15.000    |
| 27. April 1921 | USA Perpignan        | Stade Toulousain          | 5:0         | Parc des Sports de Sauclières, Béziers | 20.000    |
| 23. April 1922 | Stade Toulousain     | Aviron Bayonnais          | 6:0         | Route du Médoc, Le Bouscat             | 20.000    |
| 13. Mai 1923   | Stade Toulousain     | Aviron Bayonnais          | 3:0         | Stade Yves-du-Manoir, Colombes         | 15.000    |
| 27. April 1924 | Stade Toulousain     | USA Perpignan             | 3:0         | Parc Lescure, Bordeaux                 | 20.000    |
| 2. Mai 1926    | Stade Toulousain     | USA Perpignan             | 11:0        | Parc Lescure, Bordeaux                 | 25.000    |
| 29. April 1927 | Stade Toulousain     | Stade Français Paris      | 19:9        | Stade des Ponts Jumeaux, Toulouse      | 20.000    |
| 13. April 1947 | Stade Toulousain     | SU Agen                   | 10:3        | Stade des Ponts Jumeaux, Toulouse      | 25.000    |
| 18. Mai 1969   | CA Bordeaux-Bègles   | Stade Toulousain          | 11:9        | Stade Gerland, Lyon                    | 22.191    |
| 25. Mai 1980   | AS Béziers           | Stade Toulousain          | 10:6        | Parc des Princes, Paris                | 43.350    |
| 24. Mai 1985   | Stade Toulousain     | RC Toulon                 | 36:22 n. V. | Parc des Princes, Paris                | 37.000    |
| 24. Mai 1986   | Stade Toulousain     | SU Agen                   | 16:6        | Parc des Princes, Paris                | 45.145    |
| 27. Mai 1989   | Stade Toulousain     | RC Toulon                 | 10:12       | Parc des Princes, Paris                | 48.000    |
| 1. Juni 1991   | CA Bordeaux-Bègles   | Stade Toulousain          | 19:10       | Parc des Princes, Paris                | 48.000    |
| 28. Mai 1994   | Stade Toulousain     | AS Montferrandaise        | 22:16       | Parc des Princes, Paris                | 48.000    |
| 6. Mai 1995    | Stade Toulousain     | Castres Olympique         | 31:16       | Parc des Princes, Paris                | 48.615    |
| 1. Juni 1996   | Stade Toulousain     | CA Brive                  | 20:13       | Parc des Princes, Paris                | 48.162    |
| 31. Mai 1997   | Stade Toulousain     | CS Bourgoin-Jallieu       | 12:6        | Parc des Princes, Paris                | 44.000    |
| 29. Mai 1999   | Stade Toulousain     | AS Montferrandaise        | 15:11       | Stade de France, Saint-Denis           | 78.000    |
| 9. Juni 2001   | Stade Toulousain     | AS Montferrandaise        | 34:22       | Stade de France, Saint-Denis           | 45.000    |
| 7. Juni 2003   | Stade Français Paris | Stade Toulousain          | 32:18       | Stade de France, Saint-Denis           | 78.000    |
| 10. Juni 2006  | Biarritz Olympique   | Stade Toulousain          | 40:13       | Stade de France, Saint-Denis           | 79.474    |
| 28. Juni 2008  | Stade Toulousain     | ASM Clermont Auvergne     | 26:20       | Stade de France, Saint-Denis           | 79.793    |
| 4. Juni 2011   | Stade Toulousain     | Montpellier Hérault Rugby | 15:10       | Stade de France, Saint-Denis           | 77.000    |
| 9. Juni 2012   | Stade Toulousain     | RC Toulon                 | 18:12       | Stade de France, Saint-Denis           | 79.612    |
| 15. Juni 2019  | Stade Toulousain     | ASM Clermont Auvergne     | 24:18       | Stade de France, Saint-Denis           | 79.786    |

### Heineken Cup
| Datum          | Sieger           | 2. Finalist          | Ergebnis    | Ort                            | Zuschauer |
| -------------- | ---------------- | -------------------- | ----------- | ------------------------------ | --------- |
| 7. Januar 1996 | Stade Toulousain | Cardiff RFC          | 21:18 n. V. | Cardiff Arms Park, Cardiff     | 21.800    |
| 24. Mai 2003   | Stade Toulousain | USA Perpignan        | 22:17       | Lansdowne Road, Dublin         | 28.600    |
| 23. Mai 2004   | London Wasps     | Stade Toulousain     | 27:20       | Twickenham Stadium, London     | 73.057    |
| 22. Mai 2005   | Stade Toulousain | Stade Français Paris | 18:12 n. V. | Murrayfield Stadium, Edinburgh | 51.326    |
| 24. Mai 2008   | Munster Rugby    | Stade Toulousain     | 16:13       | Millennium Stadium, Cardiff    | 74.500    |
| 22. Mai 2010   | Stade Toulousain | Biarritz Olympique   | 21:19       | Stade de France, Saint-Denis   | 78.962    |
| 22. Mai 2021   | Stade Toulousain | Stade Rochelais      | 22:17       | Twickenham Stadium, London     | 10.000    |

## Spieler

### Aktueller Kader
Der Kader für die Saison 2019/2020:

### Bekannte ehemalige Spieler
| - Patricio Albacete - Rob Andrew - Lionel Beauxis - Dschaba Bregwadse - Luke Burgess - Christian Califano - Philippe Carbonneau - Thomas Castaignède - Vincent Clerc - Vilimoni Delasau - Thierry Dusautoir | - Jean-Baptiste Élissalde - Gaël Fickou - Toby Flood - Florian Fritz - Xavier Garbajosa - Hosea Gear - Leonardo Ghiraldini - Eusebio Guiñazú - Imanol Harinordoquy - Omar Hasan - Cédric Heymans | - Carl Hoeft - Adolphe Jauréguy - Yannick Jauzion - Census Johnston - Byron Kelleher - Andrea Lo Cicero - Marcel-Frédéric Lubin-Lebrère - Yoann Maestri - Luke McAlister - Frédéric Michalak - Guy Novès | - Émile Ntamack - Yannick Nyanga - Fabien Pelous - Salvatore Perugini - Louis Picamoles - Clément Poitrenaud - Jean-Baptiste Poux - Kisi Pulu - Akapusi Qera - Chiliboy Ralepelle - Tom Richards | - Jean-Pierre Rives - William Servat - David Skrela - Jean-Claude Skrela - Gurthrö Steenkamp - Gareth Thomas - Neemia Tialata - Franck Tournaire - Nicolás Vergallo - Pierre Villepreux |